# 柴田裕
柴田 裕（しばた ひろし、1920年3月1日 - ）は、日本の経済学者。
山形県酒田市出身。1942年東京商科大学（現一橋大学）卒。1969年「多数国貿易の理論」で大阪市立大学経済学博士。富山大学経済学部助手、講師、助教授、教授。大阪市立大学教授、84年定年退官、名古屋学院大学教授、日本大学国際関係学部教授。

## 著書
- 『多数国貿易の理論』有斐閣 大阪大学経済学部社会経済研究室研究叢書 1959
- 『国際経済政策の理論』東洋経済新報社 1970
- 『国際金融政策の理論・歴史』成文堂 1982
- 『国際通貨制度』成文堂 1987
- 『IMFと国際債務問題』成文堂 名古屋学院大学産業科学研究所研究叢書 1990

### 翻訳
- ハリー・ジョンソン『外国貿易と経済成長』弘文堂 1960
- ロバート・トリフィン『国際通貨制度入門 歴史・現状・展望』松永嘉夫共訳 ダイヤモンド社 1968
- H.G.ジョンソン『国際貿易と経済成長』弘文堂 1970
- ロバート・A.マンデル『国際経済の貨幣的分析』東洋経済新報社 1976 『マンデル貨幣理論』ダイヤモンド社　2000
- J.E.ミード『公正な経済』植松忠博共訳 ダイヤモンド社 1980
- H.G.グルーベル『貿易と為替の理論・政策・歴史』石瀬隆,大西高明,山田健治、山田正次共訳 成文堂 1980
- H.G.グルーベル『国際収支・国際通貨制度と国際投資の理論・政策・歴史』石瀬隆,大西高明,山田健治、山田正次共訳 成文堂,1981
- H.G.グルーベル『国際経済学 上巻 (貿易理論・貿易政策)』大西高明, 山田正次,石瀬隆 ,山田健治共訳 成文堂 1988